# Theretra cloacina
Theretra cloacina är en fjärilsart som beskrevs av Misk. 1891. Theretra cloacina ingår i släktet Theretra och familjen svärmare. Inga underarter finns listade i Catalogue of Life.